# La Valette-du-Var
La Valette-du-Var là một xã thuộc tỉnh Var trong vùng Provence-Alpes-Côte d’Azur, Pháp. Xã này có diện tích 15,5 km², dân số 22.067 người. Xã này nằm ở khu vực có độ cao trung bình 67 mét trên mực nước biển.

## Biến động dân số
| Năm | 1962 | 1968   | 1975   | 1982   | 1990   | 1999   | 2006   |
| --- | ---- | ------ | ------ | ------ | ------ | ------ | ------ |
| Dân số | 6949 | 11 194 | 14 745 | 18 296 | 20 687 | 21 739 | 22 067 |
| From the year 1962 on: No double counting—residents of multiple communes (e.g. students and military personnel) are counted only once. |      |        |        |        |        |        |        |